# Janina Hosiasson-Lindenbaum
Janina Hosiasson-Lindenbaum (* 5. Dezember 1899 in Warschau; † April 1942 in Vilnius) war eine polnische Logikerin und Philosophin. Sie veröffentlichte etwa 20 Forschungsarbeiten und übersetzte drei Bücher von Bertrand Russell ins Polnische. Der Schwerpunkt ihrer Schriften lag auf grundlegenden Problemen im Zusammenhang mit Wahrscheinlichkeit, Induktion und Bestätigung. Sie ist vor allem als Autorin der ersten gedruckten Erörterung des Rabenparadoxons bekannt, das sie Carl Hempel zuschreibt, und der von ihr skizzierten probabilistischen Lösung. 1942 wurde sie von der Gestapo erschossen. Damit teilte sie wie ihr Mann Adolf Lindenbaum und viele andere bedeutende Vertreter der polnischen Logik das Schicksal von Millionen von Juden, die von den Nazis auf polnischem Boden ermordet wurden.

## Biografie
Janina Hosiasson wurde am 6. Dezember 1899 in Warschau als Tochter des Kaufmanns Josef Hosiasson und seiner Frau Sophia Feigenblat geboren.
Sie war Schülerin von Tadeusz Kotarbinski und Jan Łukasiewicz an der Universität Warschau und promovierte dort 1926 bei Kotarbinski mit einer Dissertation über die „Rechtfertigung des induktiven Denkens“. Danach verband sie ihre weitere Forschung mit einer Tätigkeit als Philosophielehrerin an einer Mittelschule. Ende der 1920er Jahre war sie eine angesehene Logikphilosophin der Lwów-Warschauer Schule, die aktiv am zweiten polnischen Philosophiekongress teilnahm, der im September 1927 in Warschau stattfand, und (wie ihr zukünftiger Ehemann) Vorträge auf dem Ersten Kongress der Mathematiker aus den slawischen Ländern hielt, der im September 1929 in Warschau und Poznań. Hosiasson ging dann mit einem Stipendium des polnischen Ministeriums für religiöse Angelegenheiten und öffentliche Bildung für das Studienjahr 1929/30 zum Studium der Philosophie nach Cambridge.
1935 war Hosiasson die erste Frau, deren Arbeiten in der Zeitschrift Erkenntnis veröffentlicht wurden. Sie war eine der Rednerinnen auf dem ersten Kongress zur Einheit der Wissenschaften in Paris 1935. Es ist auch bekannt, dass sie im Jahr zuvor an der Vorbesprechung desselben in Prag teilgenommen hatte. Ende Oktober oder Anfang November 1935 heiratete Hosiasson den Mathematiker und Logiker Adolf Lindenbaum; das Paar wohnte dann gemeinsam im Warschauer Stadtteil Żoliborz. Nach ihrer Heirat nahm sie den Nachnamen Hosiasson-Lindenbaum an. Sie nahm 1936 am zweiten Unity of Science Congress in Kopenhagen teil und sollte (wie auch Alfred Tarski) ihre Forschungen auf dem fünften Unity of Science Congress in Harvard im September 1939 präsentieren. Leider konnte sie nicht rechtzeitig mit Tarski abreisen. Sie bewarb sich um eine Überfahrt mit dem nächsten Schiff nach Amerika, aber ihr wurde das Visum verweigert.
Am 1. September überfiel Deutschland Polen. Am 6. September 1939, als Warschau unter Artilleriebeschuss geriet, floh das Paar zu Fuß aus der Stadt. Wie Hosiassion in Briefen an Otto Neurath und G.E. Moore berichtete, kamen sie nur langsam nach Osten voran, und die Straße wurde wiederholt von der Luftwaffe beschossen. Das Paar wurde getrennt, nachdem sie eine Mitfahrgelegenheit auf einem Motorrad nach Riwne angenommen hatte. Von dort aus machte sie sich auf den Weg nach Vilnius, wo sie schließlich erfuhr, dass ihr Mann in Bialystok Zuflucht gefunden hatte. Am 17. September marschierten die sowjetischen Streitkräfte in Polen ein, und beide Städte fielen noch im selben Monat unter russische Besatzung. Hosiassion traf ihren Mann später in Bialystok wieder, aber da sie sich nicht einig waren, wo sie am besten überleben sollten, entschied er sich, dort zu bleiben, während sie nach Vilnius zurückkehrte.
Am 22. Juni 1941 überfiel Deutschland die (von der Sowjetunion annektierten) polnischen Gebiete, und innerhalb weniger Tage marschierten die deutschen Truppen in Bialystok und bald darauf in Vilnius ein. Irgendwann vor Juli 1941 zog Adolf Lindenbaum nach Vilnius, wohnte aber nicht in der Wohnung seiner Frau im Stadtzentrum, sondern in einer kleinen Trabantensiedlung im Osten der Stadt. Irgendwann vor Mitte August 1941 wurde Adolf zusammen mit seiner Schwester Stefanja verhaftet und dann im nahe gelegenen Naujoji Vilnia von deutschen Truppen oder ihren litauischen Kollaborateuren erschossen. Hosiassion wurde später von der Gestapo verhaftet und im April 1942, nach siebenmonatiger Haft in Vilnius, an den Stadtrand gebracht und erschossen.

## Ausgewählte Arbeiten
- On Confirmation, Journal of Symbolic Logic, Vol. 5, No. 4 (Dec., 1940), pp. 133–148. (online)
- Why do we prefer probabilities relative to many data? Mind, Volume XL, Issue 157, (Jan, 1931), S. 23–36 doi:10.1093/mind/XL.157.23
- Induction et Analogie: Comparison de leur fondement, Mind, Vol L, Issue 200, (Oct, 1941), S. 351–365 doi:10.1093/mind/L.200.351
- Theoretical Aspects of the Advancement of Knowledge, Synthese, Vol. 7, No. 4/5 (1948/49), S. 253–261 (online)